# Ipsolòfids
Els ipsolòfids (Ypsolophidae) són una família de lepidòpters glossats de la superfamília dels iponomeutoïdeus (Yponomeutoidea). Inclou 163 espècies d'arnes.

## Sistemàtica

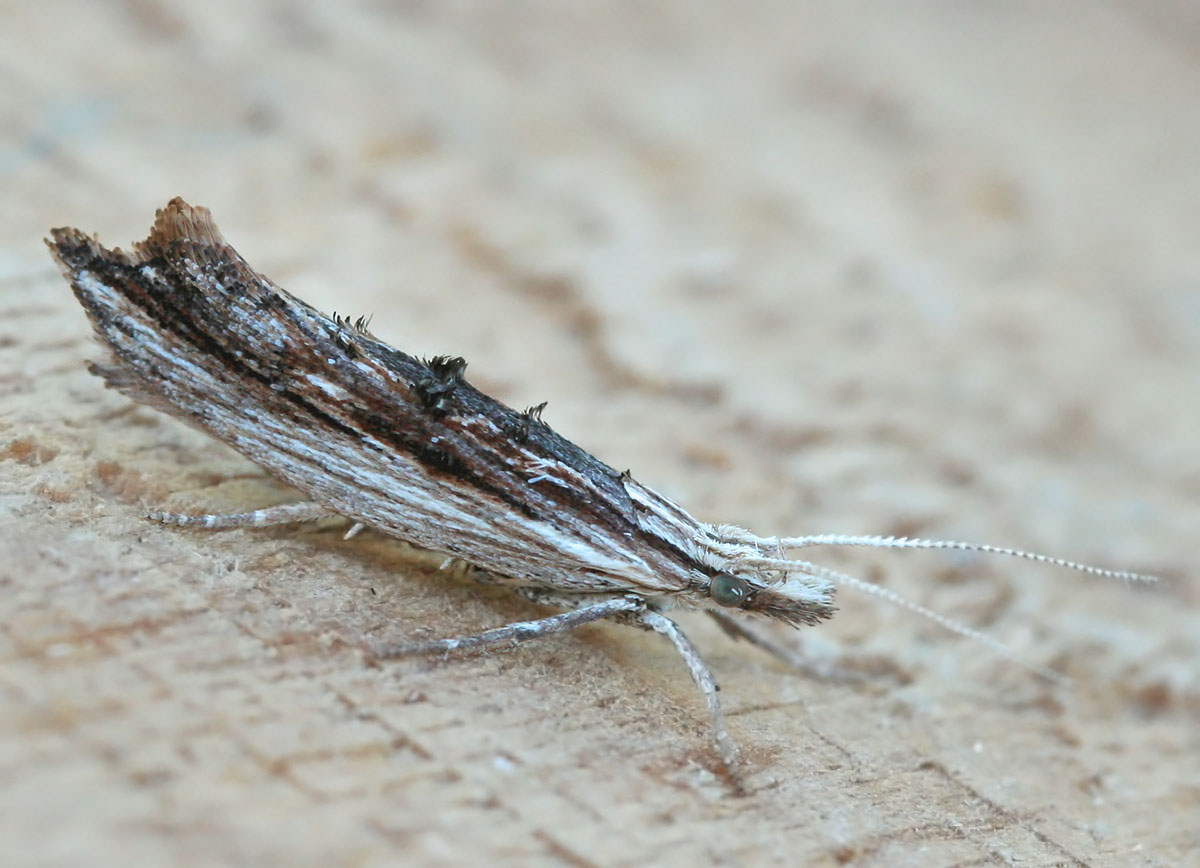
Ypsolopha scabrella

La família Ypsolophidae inclou dues subfamílies i tres gèneres:
Subfamília Ypsolophinae
- Phrealcia Chrétien, 1900
- Ypsolopha Latreille, 1796

Subfamília Ochsenheimeriinae
- Ochsenheimeria Hübner, 1825